# NGC 2173
NGC 2173 je otvoreni skup  u zviježđu Stolu. 

## Vanjske poveznice
- SEDS: NGC 2173